# نورس (جنس)
النَّوْرَس أو النَّوْرِس أو زُمَّج الماء (الاسم العلمي: Larus) هي جنس من الطيور يتبع فصيلة النورسية من الرتبة الزقزاقيات. والنورس هو طائر مائي يوجد غالباً قرب الشواطئ يتغذى على الأسماك. إضافة إلى أن هذه الطيور تكنس الشواطئ لتتغذى على البقايا والفضلات الكثيرة التي تجدها على هذه الشواطئ.

## وصلات خارجية
- الحيوان البري في البلاد العربية من الموسوعة العربية العالمية